# Batalla de Confey
La batalla de Confey (o también Cenn Fuait) fue un conflicto militar que se libró en Irlanda entre el ejército vikingo de la dinastía Uí Ímair y Augaire mac Ailella, rey de Leinster hacia el año 917 y que permitió el regreso de la dinastía nórdica a ocupar el trono de Dublín, quince años después de su expulsión por el predecesor de Augaire, Cerball mac Muirecáin Ó Fáeláin y su aliado Máel Finnia mac Flannacáin, rey de Brega.

## Cenn Fuait
Existe cierta incerteza sobre la localización del campo de batalla. los Anales de Ulster cita a «Sitriuc, nieto de Ímar, desembarcó con su flota en Cenn Fuait, en la frontera [airiur, airer] de Leinster.» Se desconoce hoy día un lugar con ese nombre, pero los Anales de los cuatro maestros registran que la batalla tuvo lugar en un «valle sobre Tech Moling». Tech Moling es St Mullin's, un asentamiento eclesiástico al sur del condado de Carlow, en la frontera oeste de Leisnter, y accesible por el río Barrow. Edmund Hogan identificó Cenn Fuait ("Fuat's Head") con Glynn, una pequeña población que se encuentra al final de un arroyo a un quilómetro al noreste de St Mullin's.
Los Anales de los cuatro maestros recogen que tras la batalla, los extranjeros de Ceann Fuaid saquearon Kildare, que se sitúa a unos 50 km de Glynn. Esta cita condujo a los historiadores John O'Donovan y Bartholomew MacCarthy a identificar Cenn Fuait con Confey o Confoy, cerca a la actual Leixlip, condado de Kildare, en la frontera entre Leinster y el reino de Mide.
W. M. Hennessy pensó que airiur o airer indicaba que Cenn Fuait fue un promontorio en la costa de Leinster; pero no se conoce promontorio alguno, y por otro lado se ha planteado que si bien airiur se puede traducir como costa, también denota una región fronteriza entre dos territorios vecinos.

## Cath Cinn Fuait
Los anales de Ulster registran los hechos y la batalla:
Sitriuc, nieto de Ímar, desembarcó con su flota en Cenn Fuait, en la frontera de Leinster. Ragnall, nieto de Ímar, con una segunda flota se dirigió contra los extranjeros de Waterford. Una matanza de extranjeros en Emly, en Munster. Los Eóganacht y Ciarraige hicieron otra matanza.
Niall hijo de Aed, rey de Irlanda, comandó un ejército de los Uí Néill del norte y del sur hacia Munster y hacer la guerra contra los paganos. Se detuvo el 22 día del mes de agosto en Topar Glethrach, en Mag Feimin [cerca de Clonmel.]. Los paganos llegaron al distrito en el mismo día. Los irlandeses atacaron entre la hora del tercio y mediodía y lucharon hasta el atardecer, y sobre un centenar de hombres, la mayoría extranjeros, cayeron entre ellos. Refuerzos (?) llegaron desde el campamento de los extranjeros para ayudar a sus camaradas. Los irlandeses regresaron a su campamento al encarar el último refuerzo [posiblemente Ragnall] del rey de los extranjeros oscuros, acompañado con un gran ejército de extranjeros. Niall hijo de Aed avanzó con un pequeño número contra los paganos, y Dios evitó una gran matanza de otros gracias a él. Tras esto, Niall permaceció veinte noches acampado contra los paganos. Él envió un mensaje a los hombres de Leinster que deberían poner sitio al campamento desde la distancia. Ellos fueron derrotados por Sitriuc nieto de Ímar en la batalla de Cenn Fuait, donde quinientos, o algunos más, cayeron. Y también sucumbieron Ugaire hijo de Ailill, rey de Leinster, Mael Mórda hijo de Muirecán, rey de Life Oriental, Mael Maedóc hijo de Diarmait, un estudioso y obispo de Leinster, Ugrán hijo de Cennéitig, rey de Laois, y otros jefes y nobles.
Sitriuc nieto de Ímar entró en Áth Cliath.
Según los últimos apuntes de Cogad Gáedel re Gallaib y los Anales de los cuatro maestros los victoriosos vikingos saquearon Kildare. Los textos recogen la captura de Dublín::
No se produjo después de que la inmensa flota real de Sitriuc y la familia de Ímar, es decir Sitriuc el Ciego, nieto de Ímar, forzó la entrada en Dublín de Ath Cliath, e hizo un campamento allí.

## Consecuencias de la batalla de Confey
La batalla de Confey tuvo lugar en un momento de incremento de ataques vikingos en la región. Los vikingos estaban comandados por Sihtric Cáech. Los Anales de los cuatro maestros incluye entre los 600 muertos irlandeses a Augaire mac Ailella el rey de Leinster y «Maelmordha, hijo de Muireagan, señor de Life oriental; Mughron, hijo de Cinneidigh, señor de los tres Comainns y de Laois; Cinaedh, hijo de Tuathal, señor de Ui-Feineachlais; y muchos otros caudillos, junto al arzobispo Maelmaedhog, hijo de Diarmaid, que era uno de los Ui-Conannla, abad de Gleann-Uisean, distinguido escriba, anacoreta, y un experto en latín y scoto.»
Los nuevos colonos fundaron Leixlip tras la batalla.
Sitric era miembro de la dinastía Uí Ímair que gobernó Dublín desde mediados del siglo IX hasta 902 cuando Ímar ua Ímair y su familia fueron expulsados por Cerball mac Muirecáin Ó Fáeláin, rey de Leinster, y Máel Finnia mac Flannacáin, rey de Brega. En los anales de Ulster Sitric Caech e Ímar se citan como ua Ímair, «nieto de Ímar», en referencia a Ivar de Dublín, que fue rey (o corregente) de Dublín desde aproximadamente 853 hasta su muerte en 873 y ancestro de muchos de los gobernantes de la ciudad. Sitric, por lo tanto, pudo ser hermano o primo hermano de Ivar II de Dublín (que murió en Escocia en 904). Es más plausible interpretar que nació en Dublín y era muy joven cuando se vieron forzados a abandonar la ciudad y salvar sus vidas en 902.
Tras la Victoria en Cenn Fuait, Sitric ocupó Dublín, y se mantendría como bastión hiberno-nórdico hasta la invasión anglo-normanda en el siglo XII.